# Pilot 212 SE
Pilot 212 SE är en svensk lotsbåt som byggdes 2009 av Baltic Workboats AS i  Nasva i Estland för Sjöfartsverket i Norrköping. Pilot 212 SE stationerades vid Oxelösunds lotsplats.